# Ringe Sogn
Ringe Sogn er et sogn i Midtfyn Provsti (Fyens Stift).
I 1800-tallet var Ringe Sogn et selvstændigt pastorat. Det hørte til Gudme Herred i Svendborg Amt. Ringe sognekommune blev ved kommunalreformen i 1970 kernen i Ringe Kommune, der ved strukturreformen i 2007 indgik i Faaborg-Midtfyn Kommune.
I Ringe Sogn ligger Ringe Kirke og Kellerupkirken (Statsfængslet i Ringe).
I sognet findes følgende autoriserede stednavne:
- Bolteskov (bebyggelse, ejerlav)
- Boltinge (bebyggelse, ejerlav)
- Boltinggårds Enemærke (bebyggelse)
- Boltinggårdsskov (bebyggelse)
- Brangstrup (bebyggelse, ejerlav)
- Brangstrup Mark (bebyggelse)
- Bøgehoved (bebyggelse)
- Gluemose (bebyggelse)
- Kaholehave (bebyggelse)
- Kellerup (bebyggelse, ejerlav)
- Lammehave (ejerlav, landbrugsejendom)
- Lammehave Søgård (bebyggelse)
- Lombjerg (bebyggelse)
- Ravelinen (bebyggelse)
- Ringe (bebyggelse, ejerlav)
- Rudme (bebyggelse, ejerlav)
- Rueled (bebyggelse)
- Rynkeby (bebyggelse, ejerlav)
- Rynkeby Hede (bebyggelse)
- Rynkeby Hestehave (bebyggelse)
- Rynkeby Kohave (bebyggelse)
- Rynkebygård (ejerlav, landbrugsejendom)
- Sødinge (bebyggelse, ejerlav)
- Sødinge Hede (bebyggelse)
- Volstrup (bebyggelse, ejerlav)
- Volstrup Mose (bebyggelse)